# Batalla de Luzon
La batalla de Luzon, a l'illa de Luzon, prop de la capital filipina de Manila, va veure l'enfrontament entre el comandant japonès Tomoyuki Yamashita i el general Douglas MacArthur entre el 4 de juny i el 26 d'agost de 1945. Durant aquesta batalla va arribar a Manila l'Esquadró 201 de Mèxic, que va començar les seves operacions en l'última fase de la batalla.

## Antecedents
Les Filipines eren considerades de gran importància estratègica perquè la seva ocupació pel Japó representava una amenaça significativa per als Estats Units. Com a resultat, van ser enviades 135 000 tropes i 227 aeronaus a les Filipines a l'octubre de 1941. No obstant això, Luzón, l'illa més gran de les Filipines, va ser capturada per forces japoneses en 1942. El general Douglas MacArthur, qui estava a càrrec de la defensa de les Filipines en aquells moments, va rebre l'ordre d'anar a Austràlia, i la resta de les forces nord-americanes es van retirar a la península de Bataan.
Mesos després, el general MacArthur va expressar que calia intentar recapturar les Filipines. El comandant en cap del Pacífic, l'almirall Chester Nimitz, i el cap d'operacions navals, l'almirall Ernest King es van oposar a la idea, argumentant que havien d'esperar fins que la victòria fora segura. MacArthur va haver d'esperar dos anys la seva proposta; no va ser fins a 1944 que es va llançar una campanya per recuperar les Filipines. L'illa de Leyte va ser el primer objectiu de la campanya, que va ser capturada a finals de desembre de 1944. Això va ser seguit per l'atac a Mindoro, i després a Luzón.